# Marino Di Resta
Marino Di Resta (Sessa Aurunca, 25 ottobre 1962 – Pescara, 16 settembre 1996) è stato un militare italiano, Maresciallo Capo dell'Arma dei Carabinieri, insignito di medaglia d'oro al valor militare, morto durante un conflitto a fuoco con dei rapinatori. A lui è stata intitolata, nella ricorrenza del ventisettesimo anno dalla scomparsa, la Caserma dei Carabinieri del paese natio, Sessa Aurunca (CE). 

## Operazione di servizio
Il 16 settembre 1996, alle ore 13.45, in Pescara, nel corso di indagini relative ad una rapina Consumata alle ore 11.45 in Francavilla al Mare (CH), ai danni di un rappresentante orafo - con refurtiva di 200 milioni di lire in gioielli - una pattuglia del locale Nucleo Opera-tivo, composta dal Maresciallo Maggiore Annibale Lizzio, dal Maresciallo Capo Marino Di Resta e dal Vice Brigadiere Giorgio Corvaglia, in abiti borghesi e a bordo di una Y10 con targa di copertura, si portava in via Monte Bertone, presso un edificio in costruzione, segnalato come covo di una famiglia di nomadi, probabilmente implicata con la rapina. Appena giunti, i militari fermavano il girovago Angelo Ciarelli, 27enne, noto da pregresse attività investigative, poi qualificato come basista della banda, che si stava allontanando a bordo di autovettura. Nel frattempo, resisi conto della presenza di più persone all'interno dello stabile, Di Resta e Corvaglia si avvicinavano all'ingresso da lati opposti per verificare i loro sospetti. All'improvviso, gli operanti venivano fatti segno da numerosi colpi d'arma da fuoco esplosi da quattro malviventi, due dei quali bloccavano il Brigadiere, sottraendogli la pistola d'ordinanza. Inizialmente inibito dal poter far fuoco, a causa della presenza di bambini che uscivano da una scuola vicina, il Maresciallo Di Resta, visto il collega in difficoltà, accorreva in suo soccorso, venendo però attinto da 8 colpi di pistola; il valoroso militare, pur stramazzando a terra, reagiva comunque, ferendo tre aggressori. I due colleghi, rimasti anch'essi feriti in modo lieve, aprivano a loro volta il fuoco, non riuscendo però ad impedire la fuga dei criminali - che dovevano abbandonare la refurtiva - a bordo dell'autovettura civetta. Il Maresciallo Di Resta, immediatamente trasportato nel locale nosocomio, era sottoposto a delicato intervento chirurgico, al quale collaborava anche la moglie, medico, ma alle 16.30 decedeva per "emorragia intera per lesione dei grossi vasi".
Le indagini consentivano, oltre all'arresto del citato Ciarelli e anche della sorella, trovata in possesso di armi, già il 18 settembre di sottoporre a fermo tre pregiudicati foggiani -di cui uno orafo - organizzatori dell'azione delittuosa ed altri due per "Favoreg-giamento", nonché l'identificazione dei quattro autori materiali della rapina e dell'omicidio del Maresciallo. Il 16 ottobre 1996, finalmente, i Carabinieri di Pescara, Bari, Foggia e Potenza, con l'ausilio di una squadra del GIS, facevano irruzione in un residence alla periferia di Barletta e catturavano i quattro criminali, di cui tre feriti: i pregiudicati Carmine Ma-rolda, 35enne di Venosa (Pz), capo della banda, Antonio Scelsi e Gianfranco Sgaramella, ambedue 27enni da Cerignola (FG) e NicolaCassano, 28enne da Melfi (Pz). Nell'operazione furono arrestati anche tre uomini - di cui uno infermiere - ed una donna, responsabili a vario titolo di "favoreggiamento personale e detenzione di armi", nonché sequestrati tre fucili, una pistola, una bomba a mano, gioielli e denaro per un valore di 60 milioni di lire. Il successo operativo consentirà, in seguito, anche di debellare due bande, una foggiana e l'altra pescarese, dedite non solo alle rapine ma anche ad un vasto traffico di stupefacenti, con l'emissione di 30 ordinanze di custodia cautelare in carcere. I quattro assassini saranno tutti condannati a pene esemplari, anche se due di essi, il Cassano e lo Scelsi, riuscirono ad evadere, il primo nel marzo 2013, il secondo nel marzo 2014, per essere nuovamente catturati rispettivamente a Bertinoro (EC) ed a Roma, borgata Finocchio, pochi mesi dopo.
Marino Di Resta era nato a Sessa Aurunca (Ce) il 25 ottobre 1962. Diplomatosi Perito indu-striale, esercitò l'attività di montatore e riparatore di apparecchi radio fino al 10 giugno 1983, quando fu accolto nell'Arma ed incorporato nella Scuola di Campobasso per la frequenza del Corso Allievi. Promosso Carabiniere il 3 dicembre 1983, fu destinato alla Legione di Milano per l'impiego nella Stazione di Locate Triulzi (MI), ove operò per soli pochi mesi perché ammesso alla frequenza del 37º Corso Sottufficiali, al termine del quale, il 26 maggio 1986, merito il grado di Vice Brigadiere e fu assegnato alla Legione di Chieti quale Capo equipaggio del Nucleo Operativo e Radiomobile di Pescara. Il 5 luglio 1987 si sposo con la compaesana Signora Giuseppina Franzone e dall'unione nacquero i figli Velia(1988) ed Alberico (1994), due anni alla morte del padre. Brigadiere nel 1987, il 7 luglio 1993 entrò nel Nucleo Investigativo delReparto Operativo del Comando Provinciale di Pescara. Nel maggio 1995 fu promosso Maresciallo Ordinario e nel settembre dello stesso anno Maresciallo Capo.
L'atto del militare, contraddistinto da insigne coraggio, incondizionata generosità, altissima capacità professionale e spiccato senso del dovere, fu celebrato con la concessione della Medaglia d'Oro al Valor Militare "'alla memoria".

## Riferimenti
Al nome del Maresciallo Capo Marino Di Resta è intitolata la caserma sede della Stazione di Orta di Atella (CE) nonché una piazza all'interno del Museo archeologico La Civitella di Chieti.Il comune di Villa Santa Maria gli ha intitolato una via.